# Sterilizzazione obbligatoria in Svezia

Grafico che mostra il numero di sterilizzazioni segnalate all'autorità centrale, al Consiglio nazionale svedese della sanità o al Consiglio nazionale della sanità e del benessere, tra il 1935 e il 1979 e le varie indicazioni per le operazioni effettuate tra il 1941 e il 1975. Al fine di diminuire le sterilizzazioni gli eugenisti si organizzarono per raccogliere informazioni dettagliate. Di conseguenza questi dati sono completi solo per quanto riguarda le operazioni legali dal 1941. Un numero imprecisato di uomini è stato sterilizzato all'estero o illegalmente in Svezia. Questa potrebbe essere la causa del minor numero di operazioni durante i primi anni '70. Quando, dal gennaio 1976, il permesso non era più necessario il numero delle sterilizzazioni crebbe considerevolmente.

Le sterilizzazioni obbligatorie in Svezia furono sterilizzazioni effettuate in Svezia, senza un valido consenso del soggetto, durante gli anni 1906-1975 per motivi eugenetici, medici e sociali. Tra il 1972 e il 2012 la sterilizzazione è stata anche una condizione per il cambio di sesso.

## Motivi legali
Tra il 1941 e il 1976 la sterilizzazione era illegale nella maggior parte dei casi, ma c'erano tre motivi per cui la sterilizzazione poteva essere permessa:
- Medici, se una gravidanza avesse potuto mettere seriamente in pericolo una donna affetta da malattia cronica o con costituzione indebolita.
- Eugenetici, che permisero di sterilizzare le persone considerate pazze o con una malattia grave o una disabilità fisica.
- Sociali, che permisero la sterilizzazione di persone considerate inadatte a crescere un bambino per via di malattie mentali, disabilità intellettive o comportamenti antisociali.

Contenere fisicamente una persona non è mai stato legale in Svezia.

## Statistiche
Il numero di sterilizzazioni eugeniche raggiunse il picco negli anni '40; dal 1944 il numero di sterilizzazioni sotto le disposizioni legali del 1941 diminuì gradualmente.
Nel 1997, per conto del governo svedese, gli etnologi Mikael Eivergård e Lars-Eric Jönsson fecero un tentativo di stimare quale percentuale di sterilizzazioni era stata forzata. Scoprirono che un quarto delle domande furono presentate in circostanze simili alla coercizione, come condizioni per il rilascio dopo un sequestro di persona e che un altro 9% è stato firmato sotto pressione psicologica. Nella metà dei casi non hanno trovato alcun segno di coercizione o pressione psicologica, ma segni di iniziativa dei soggetti. Tydén usò queste percentuali per fare una stima del numero di operazioni sotto coercizione. Scoprì che 15.000 sono state fatte come condizione per il rilascio dopo un sequestro di persona e che altre 5.500-6.000 sono state fatte sotto altri tipi di pressione psicologica, mentre 30.000 sono state volontarie e su iniziativa dei richiedenti.
A partire dagli anni 2000 lo stato svedese iniziò a pagare i danni alle vittime che presentarono domanda di risarcimento.

## Sterilizzazione prima del cambio di sesso
Fino al 2012 la sterilizzazione era obbligatoria prima del cambio di sesso. Quest'ultima sterilizzazione obbligatoria è stata criticata da diversi partiti politici in Svezia e nel 2011 il Parlamento svedese avrebbe dovuto cambiare la legge, ma c'è stata l'opposizione del Partito Cristiano-Democratico. Dopo che gli sforzi per rovesciare la legge fallirono in parlamento, la Corte d'Appello Amministrativa di Stoccolma rovesciò la legge il 19 dicembre 2012, dichiarandola incostituzionale dopo che fu impugnata da un soggetto non identificato.